# Final da Copa do Mundo de Clubes da FIFA de 2009
A final da Copa do Mundo de Clubes da FIFA de 2009 foi realizada em 19 de dezembro de 2009. Pela primeira vez no torneio, o jogo final foi realizado no Sheikh Zayed Stadium, em Abu Dhabi, já que a sede anterior era Estádio Internacional de Yokohama. O jogo foi disputado entre o campeão da Copa Libertadores da América de 2009, o Estudiantes, e o campeão da Liga dos Campeões da UEFA de 2008-09, o Barcelona.

## Partida

### O Jogo
A final do Mundial de Clubes foi entre Barcelona e Estudiantes. O jogo foi disputado, mas com o Barcelona tendo a maior posse de bola, com 64%. Porém, aos 37´, Boselli fez 1 a 0 para o Estudiantes. O placar favorável aos argentinos fez com que eles se segurassem na defesa para evitar sustos ou uma exposição maior. Mas o Barcelona foi insistente e conseguiu, no final do jogo, chegar ao empate com o talismã Pedro, aos 44´ do segundo tempo. O gol foi um baque para o Estudiantes, que via o título mundial escapar pelos dedos. Na prorrogação, Messi, de peito, marcou o gol que deu o primeiro título mundial ao Barça. O Barcelona era campeão mundial pela primeira vez.

## Detalhes da partida

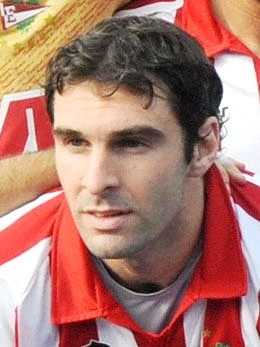
O argentino Mauro Boselli foi eleito o "Homem do jogo" e ainda conquistou o prêmio de melhor jogador do torneio.

| 19 de dezembro | Estudiantes | 1 – 2 (pro) | Barcelona              | Sheikh Zayed Stadium, Abu Dhabi                      |
| 20:00          | Boselli 37' | Súmula      | Pedro 89' · Messi 110' | Público: 43 050 Árbitro: MEX Benito Archundia (FIFA) |

| Estudiantes | Barcelona |

| GR                | 25 | Damián Albil         |       |       |
| DF                | 2  | Leandro Desábato     | 119'  |       |
| DF                | 3  | Christian Cellay     |       |       |
| DF                | 13 | Juan Manuel Díaz     | 45+2' |       |
| DF                | 16 | Germán Ré            |       | 90+1' |
| DF                | 30 | Clemente Rodríguez   | 58'   |       |
| MD                | 8  | Enzo Pérez           | 65'   | 79'   |
| MD                | 11 | Juan Sebastián Verón |       |       |
| MD                | 22 | Rodrigo Braña        | 119'  |       |
| MD                | 23 | Leandro Benítez      |       | 76'   |
| AV                | 17 | Mauro Boselli        |       |       |
| Substituições:    |    |                      |       |       |
| MD                | 5  | Matías Sánchez       | 94'   | 76'   |
| MD                | 18 | Maxi Núñez           |       | 79'   |
| DF                | 21 | Faustino Rojo        | 112'  | 90+1' |
| Treinador         |    |                      |       |       |
| Alejandro Sabella |    |                      |       |       |

| GR              | 1  | Víctor Valdés      | 118' |     |
| DF              | 2  | Daniel Alves       |      |     |
| DF              | 5  | Carles Puyol       |      |     |
| DF              | 3  | Gerard Piqué       |      |     |
| DF              | 22 | Éric Abidal        |      |     |
| MD              | 16 | Sergio Busquets    |      | 79' |
| MD              | 15 | Seydou Keita       |      | 46' |
| MD              | 6  | Xavi Hernández     |      |     |
| AV              | 10 | Lionel Messi       | 23'  |     |
| AV              | 14 | Thierry Henry      | 82'  | 83' |
| AV              | 9  | Zlatan Ibrahimović |      |     |
| Substituições:  |    |                    |      |     |
| AV              | 17 | Pedro              |      | 46' |
| MD              | 24 | Yaya Touré         |      | 79' |
| AV              | 7  | Jeffrén Suárez     |      | 83' |
| Treinador:      |    |                    |      |     |
| Josep Guardiola |    |                    |      |     |

| Árbitros assistentes: CAN Héctor Vergara MEX Marvin Torrentera 4.º árbitro: UZB Ravshan Irmatov (FIFA) |

Homem do jogo
- Mauro Boselli

## Premiações

### Coletivas
Campeões
| Copa do Mundo de Clubes da FIFA 2009 |
| Espanha                              |
| ------------------------------------ |
| Barcelona Campeão (1º título)        |

Fair Play
| Fair play | Atlante |

### Individuais
| Bola de Ouro             | Bola de Prata                      | Bola de Bronze   |
| ------------------------ | ---------------------------------- | ---------------- |
| Lionel Messi (Barcelona) | Juan Sebastián Verón (Estudiantes) | Xavi (Barcelona) |